# Гуков Яків Серафимович
Яків Серафимович Гуков (нар.8 січня 1947, с. Ломачинці Сокирянського району Чернівецької області — пом.17 листопада 2012 Київ, похований у с. Ломачинці) — український учений-аграрник, доктор технічних наук.

## Освіта
- Ломачинецька середня школа (1964).
- Львівський сільськогосподарський інститут (1969).
- Аспірантура Українського науково-дослідного інституту механізації та електрифікації сільського господарства.

## Трудова діяльність
Закінчивши факультет механізації процесів сільськогосподарського виробництва, отримав фах інженера-механіка сільського господарства і вступив до аспірантури, звідки був призваний у ряди Радянської Армії (1970), де служив в оперативному штабі Закавказького військового округу. Звільнившись у запас, продовжив навчання в аспірантурі.
- 1972—1975 — виконувач обов'язків старшого наукового співробітника Українського НДІ захисту ґрунтів від ерозії (Ворошиловоградська область);
- 1975—1975 — виконувач обов'язків завідувача лабораторії механізації обробітку ґрунту цього закладу.
- 1975—1977 — молодший науковий співробітник лабораторії механізації обробітку ґрунту Українського НДІ механізації та електрифікації сільського господарства (Київська область);
- !978—1989 — старший науковий співробітник цієї лабораторії;
- 1989—1996 — керівник групи із розробки технологій і технічних засобів для глибокого розпушення ґрунту;
- 1996—2000 — завідувач лабораторії механізації виробництва коренеплодів, виконувач обов'язків директора.
- 2001—2006 — академік-секретар відділення механізації і електрифікації УААН.
- 2000—2011 — директор Національного наукового центру Інститут механізації та електрифікації сільського господарства НААН (ННЦ «ІМЕСТ»),
- 2011 — директор Асоціації підприємств виробників та ремонтників сільськогосподарської техніки «Виробник».

## Наукові праці
Основні напрями наукової діяльності: оптимізація технічного забезпечення аграрного сектору; обґрунтування системи машин для комплексної механізації сільськогосподарського виробництва; дослідження та розробка технологій і робочих органів машин для обробітку ґрунту без перевертання скиби.
- Кандидатська дисертація: Дослідження процесу протиерозійного обробітку ґрунту плоско ріжучими робочими органами в умовах Степової зони Української РСР (1979).
- Докторська дисертація: Механіко-технологічне обґрунтування енергозберігальних засобів для механізації обробітку ґрунту в умовах України (2000).

Розробив нові способи та засоби обробітку ґрунту. На основі його розробок поставлено на виробництво сімейство плоскорізів-щілювачів, культиваторів-розпушувачів, щілювачів-розпушувачів і дискових борін до тракторів класу 1.4-5,0.Серед них ЩРП-3-70; ПЩН-2,5; КР-4,5; 6Дв-3,0; БДВ-6,0; БПРР-4,2[джерело?]. Ці знаряддя можна практично зустріти в усіх господарствах України[джерело?].
Вченим опубліковано 164 наукові праці, у тому числі 2 монографії,5 книг, має 31 патент[джерело?].
Я. С. Гуков -член спеціалізованих рад із захисту докторських дисертацій ННЦ «ІМЕСГ» НААН та Національного університету біоресурсів і природокористування. Член колегії Міністерства промислової політики України та технічної ради Міністерства аграрної політики та продовольства України.

## Посади і титули
- 2002 — член-кореспондент УААН.
- 2005 — академік Академії інженерних наук України.
- 2007 — дійсний член (академік) УААН (механізація і електрифікація сільського господарства).
- 2010 — академік Російської академії сільськогосподарських наук.

## Нагороди та відзнаки
- Номінант довідково-біографічного видання «Буковина. Імена славних сучасників», Київ: «Світ Успіху»,2004). — С. 142. — ISBN 966-8352-02-05.
- Почесний громадянин села Ломачинці[джерело?].
- Орден «За заслуги» ІІІ ступеня.